# Cerberoides bicornis
Cerberoides bicornis är en kräftdjursart som beskrevs av Jackson 1938. Cerberoides bicornis ingår i släktet Cerberoides och familjen Oniscidae. Inga underarter finns listade i Catalogue of Life.